# Škoda 33Tr
Škoda 33Tr je nízkopodlažní kloubový trolejbus vyráběný od roku 2024 českou firmou Škoda Electric s využitím karoserie typu NS 18 od společnosti SOR Libchavy. Jeho prototyp byl vyroben již v roce 2019. Obdobným typem trolejbusu se shodnou vozovou skříní je model SOR TNS 18.

## Konstrukce
Jedná se o třínápravový dvoučlánkový trolejbus délky 18,75 m, který využívá karoserii autobusu SOR NS 18. Je nízkopodlažní s nástupní výškou 330 mm, podlahou ve výši 340 mm a čtyřmi dveřmi.

## Historie
První vůz 33Tr zakoupilo město Teplice na základě smlouvy z listopadu 2018. Prototyp byl do Teplic dodán v září 2019 a následně s ním začal dopravce Arriva City vykonávat v rámci teplické MHD zkušební jízdy, včetně těch s cestujícími. Podle uzavřených dodatků smlouvy byl termín předání trolejbusu výrobcem městu kvůli nájezdu předepsaným kilometrů zkušebních jízd dvakrát prodloužen, takže městu Teplice byl předán v říjnu 2020. Město Teplice a Škoda Electric uzavřely na začátku roku 2025 smlouvu na dodávku dalších dvou kloubových trolejbusů včetně opce na dalších šest vozidel. V dubnu 2025 město opci využilo a objednalo zbylých šest vozů. Všech osm trolejbusů bude do Teplic dodáno na přelomu let 2025 a 2026.
Počátkem roku 2024 byla uzavřena smlouva na dodávku 35 trolejbusů 33Tr s alternativním bateriovým pohonem do Českých Budějovic s předpokladem dodání všech vozů v letech 2025–2026. První vůz s č. 412 dopravce obdržel v lednu 2025.
Na začátku roku 2025 zvítězila Škoda Electric s typem 33Tr ve výběrovém řízení na dodávku na 22 článkových trolejbusů pro estonské hlavní město Tallin. Vozy budou vybaveny bateriovým pohonem s dojezdem až 25 km. Dopravce Tallinna Linnatransport objednané vozy obdrží v první polovině roku 2026.

## Dodávky trolejbusů
Od roku 2019 bylo vyrobeno 15 trolejbusů Škoda 33Tr.
| Současný stát | Město            | Článek | Roky dodávek | Počet vozů | Evidenční čísla při dodání | Poznámky | Zdroj  |
| ------------- | ---------------- | ------ | ------------ | ---------- | -------------------------- | -------- | ------ |
| Česko         | České Budějovice | článek | 2025         | 14         | 412–425                    |          | [ 10 ] |
| Česko         | Teplice          | článek | 2019         | 1          | 221                        | prototyp | [ 3 ]  |

## Galerie

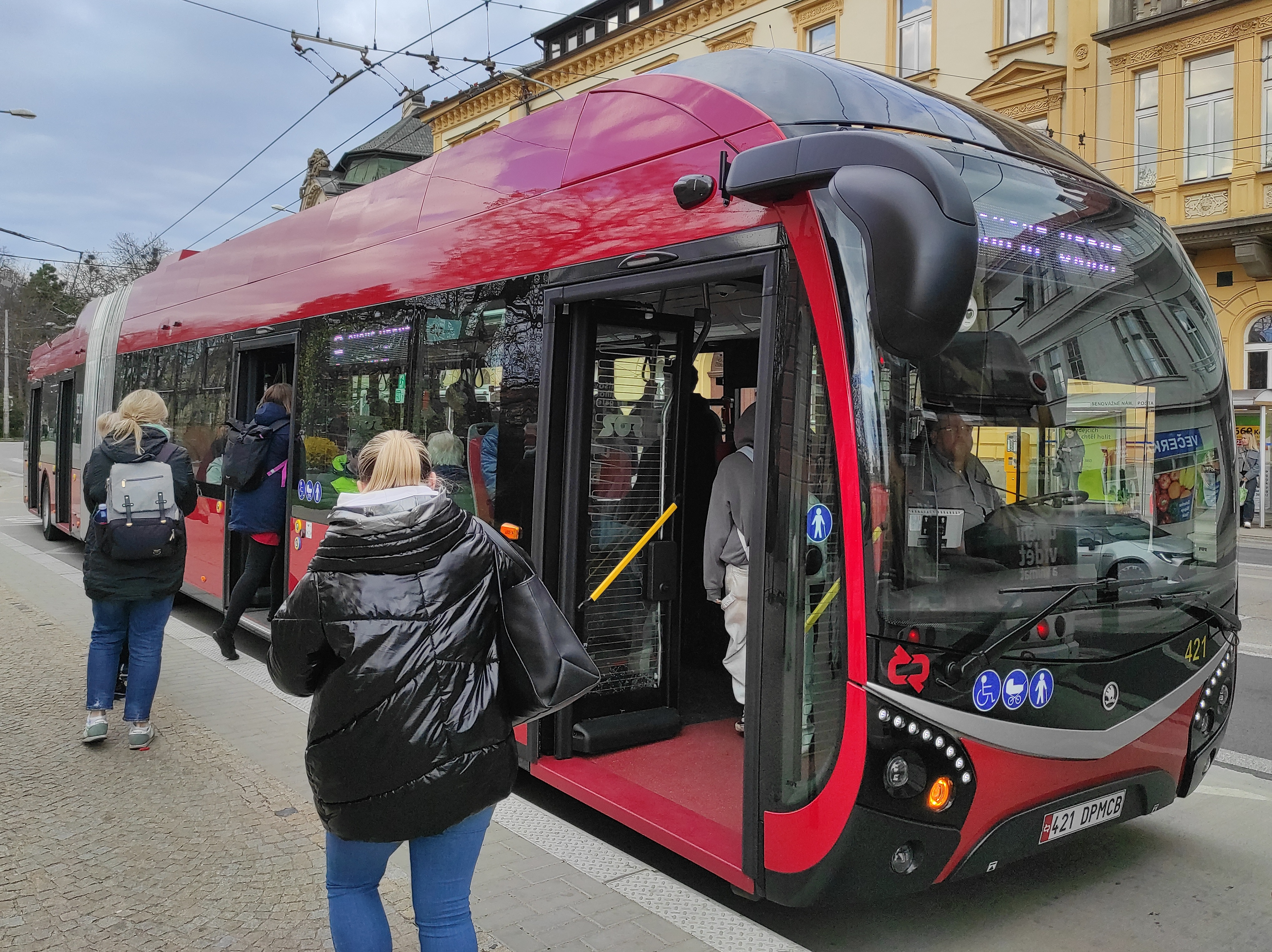
Škoda 33Tr č. 421 v Českých Budějovicích
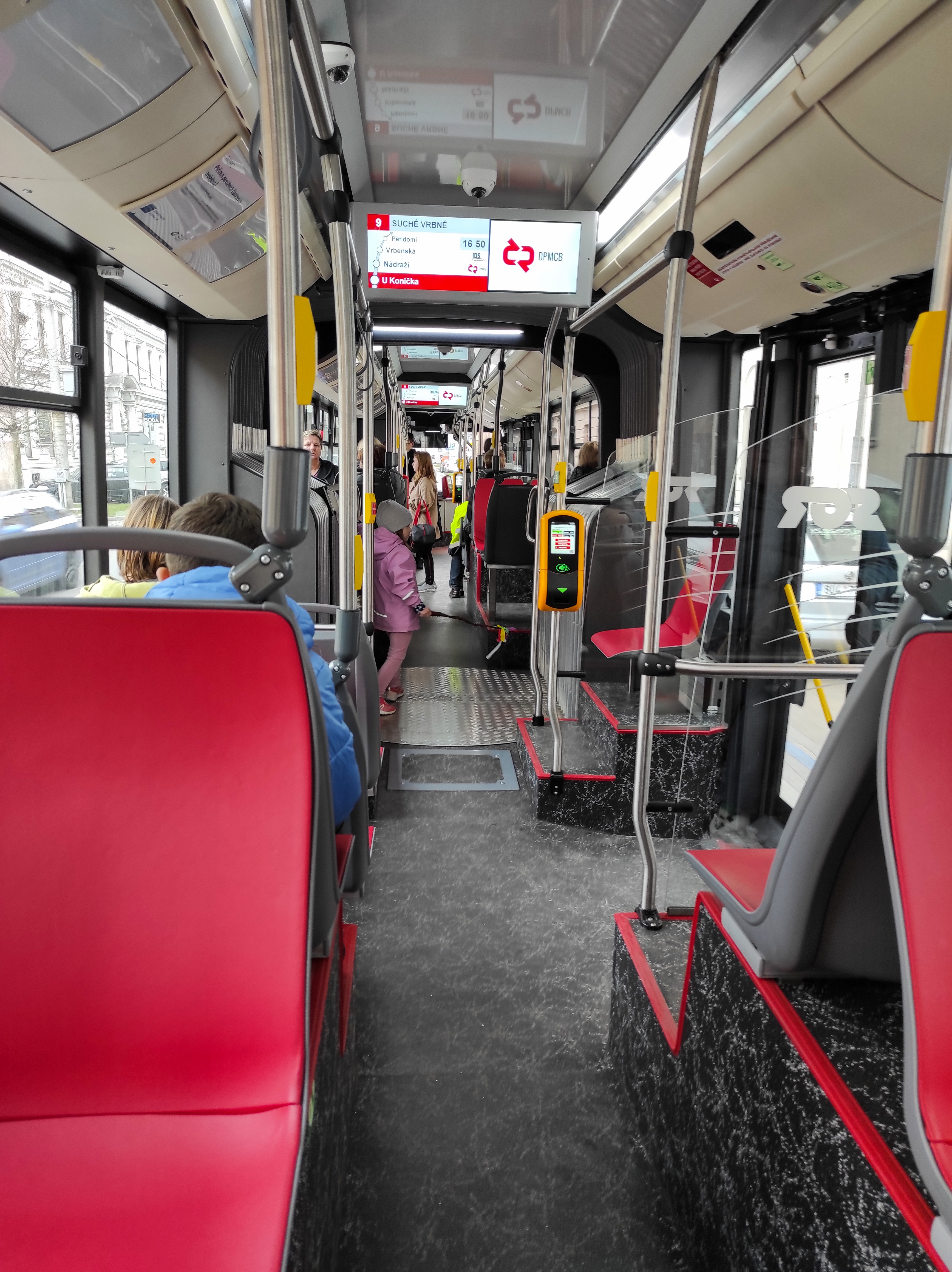
Interiér Škody 33Tr